# 霍米夫卡 (斯瓦托韋區)
49°30′13″N 38°9′9″E / 49.50361°N 38.15250°E
霍米夫卡（烏克蘭語：Хомівка）是位於烏克蘭東部的村莊，由盧甘斯克州斯瓦托韋區的斯瓦托韋市鎮負責管轄。該村始建於1950年，面積0.002平方公里，海拔高度72米，2001年人口655。